# 102. østlige længdekreds
Den 102. østlige længdekreds (eller 102 grader østlig længde) er en længdekreds, der ligger 102 grader øst for nulmeridianen. Den løber gennem Ishavet, Asien, det Indiske Ocean, det Sydlige Ishav og Antarktis.